# Cibola megye
Cibola megye az Amerikai Egyesült Államokban, azon belül Új-Mexikó államban található. Megyeszékhelye és legnagyobb városa Grants. Lakosainak száma 27 172 fő (2020. április 1.). Cibola megye McKinley, Catron, Sandoval, Bernalillo, Valencia, Socorro és Apache megyékkel határos.

## Népesség
A megye népességének változása:
| Lakosok száma | 27 306 | 27 481 | 27 259 | 27 335 | 27 329 | 27 172 |
|               | 2010   | 2011   | 2012   | 2013   | 2015   | 2020   |